# Alcide Angeloni
Alcide Angeloni (Massa, 24 novembre 1926) è un politico italiano.

## Biografia
Esponente della Democrazia Cristiana della provincia di Massa-Carrara. Nel 1983 viene eletto senatore della Repubblica, restando in carica per due legislature, fino al 1992. Fino al 1990 è anche consigliere comunale per la DC a Tresana.